# Dinamo Professional Futbol Klubi
La Dinamo Professional Futbol Klubi, nota come Dinamo Samarcanda, è una società calcistica uzbeka di Samarcanda, città in cui fu fondata nel 1960. Milita nella Uzbekistan Super League, la massima divisione del campionato uzbeko di calcio. 
Disputa le partite casalinghe allo stadio Dinamo di Samarcanda (16 000 posti).

## Storia
È uno dei più vecchi club calcistici dell'Uzbekistan. Fondato nel 1960, iniziò a giocare qualche anno dopo nella Vtoraja Liga, la terza serie del campionato sovietico di calcio. Dal 1992 militò nella Uzbekistan Super League, la massima serie del campionato uzbeko di calcio, con il nome di Maroqand Samarcanda. Dal 1994 al 1998 disputò la Uzbekistan Pro League, la seconda serie uzbeka. Nel 2000 la squadra arrivò in finale di Coppa dell'Uzbekistan, dove perse contro il Do'stlik, e si piazzò quarta in massima serie, miglior piazzamento della propria storia.

## Palmarès

### Competizioni nazionali
- Uzbekistan Pro League: 1

2016

### Altri piazzamenti
- Coppa d'Uzbekistan:

Finalista: 2000
Semifinalista: 1992, 1993
- Uzbekistan Pro League:

Secondo posto: 1994, 1998